# Tom Grivosti
Tom Grivosti (sinh ngày 6 tháng 6 năm 1999) là một cầu thủ bóng đá người Anh thi đấu ở vị trí hậu vệ cho Ross County, trước đó từng thi đấu cho Bolton Wanderers ở cấp độ trẻ. Anh có màn ra mắt cho Ross County trước Ayr United ở Scottish Championship, khi vào sân từ ghế dự bị.

## Thống kê sự nghiệp
Tính đến trận đấu diễn ra ngày 15 tháng 2 năm 2019
| Câu lạc bộ          | Mùa giải            | Giải vô địch          | Giải vô địch | Giải vô địch | Cúp     | Cúp       | Cúp Liên đoàn | Cúp Liên đoàn | Khác    | Khác      | Tổng    | Tổng      |
| Câu lạc bộ          | Mùa giải            | Hạng đấu              | Số trận      | Bàn thắng    | Số trận | Bàn thắng | Số trận       | Bàn thắng     | Số trận | Bàn thắng | Số trận | Bàn thắng |
| ------------------- | ------------------- | --------------------- | ------------ | ------------ | ------- | --------- | ------------- | ------------- | ------- | --------- | ------- | --------- |
| Ross County         | 2018–19             | Scottish Championship | 8            | 0            | 0       | 0         | 0             | 0             | 2       | 0         | 10      | 0         |
| Tổng cộng sự nghiệp | Tổng cộng sự nghiệp | Tổng cộng sự nghiệp   | 8            | 0            | 0       | 0         | 0             | 0             | 2       | 0         | 10      | 0         |

1. ↑  Appearances ở Scottish Challenge Cup